# Storena nilgherina
Storena nilgherina là một loài nhện trong họ Zodariidae.
Loài này thuộc chi Storena. Storena nilgherina được Eugène Simon miêu tả năm 1906.